# Alae Laaroussi
Alae Laaroussi (20. travnja 1983.) je marokanski rukometni vratar. Nastupa za marokanski klub Mountada El Fida i marokansku reprezentaciju.
Natjecao se na Svjetskom prvenstvu u Egiptu 2021., gdje je reprezentacija Maroka završila na 29. mjestu.